# Märchensommer Niederösterreich
Der Märchensommer Niederösterreich ist ein interaktives Wandermärchentheater für Kinder ab vier Jahren und all jene Menschen, die Märchen lieben. Das Theater findet jährlich im Juli und August auf Schloss Poysbrunn (Weinviertel) statt. Hierbei wurde die Idee des Polydramas adaptiert und für Kinder vereinfacht.

## Entstehung und Charakter
Der Verein Märchensommer NÖ wurde im Frühjahr 2006 von Nina Blum ins Leben gerufen, die seitdem die Intendanz des Festivals innehat. Jedes Jahr wird dafür ein eigenes Kindermärchen verfasst sowie die dazu passende Musik komponiert und geschrieben. Die Kinder können aktiv in das Geschehen eingreifen und müssen, zusammen mit den Akteuren, zur Lösung einer bestimmten Aufgabenstellung beitragen. Zusätzlich teilt sich das Publikum in einige Gruppen, welche sich parallel durch das Schloss bewegen und somit unterschiedliche Szenen und Perspektiven einer Geschichte erleben. Am Beginn und Ende des Märchens sind alle Zuseher zusammen. Dieses Konzept stößt jedoch ab 200 bis 220 Zusehern an seine Grenzen, da durch die Größe der Räume eine natürliche Beschränkung gegeben ist.
In den ersten beiden Jahren gastierte der Märchensommer auf Schloss Thürnthal bei Fels am Wagram. 2008 fand das Kindertheater erstmals auf dem 800 Jahre alten Schloss Poysbrunn im Weinviertel statt. Das Schloss mit seinen alten Räumlichkeiten, Schlossgarten, Keller und Dachboden fungiert als Bühne. Im Frühjahr 2008 holte Nina Blum, gleichzeitig mit dem Schlosswechsel, Helmut Kulhanek in den Vorstand des Vereins, der die Produktionsleitung und kaufmännische Leitung des Vereins übernahm. Seit 2015 ist Maria Mangott als Produktionsleiterin beim Märchensommer tätig.
Im Dezember 2010 wurde eine namenlose Straße im Ortsgebiet von Poysbrunn durch Gemeinderatsbeschluss als „Märchensommer Allee“ benannt. Die Eröffnung erfolgte am 18. Juli 2011 vor Ort.
Im Jahr 2014 wurde nach derselben Idee auch der Märchensommer Steiermark initiiert.
Im Juni 2016 erfolgte die Eröffnung des Märchen-Erzählplatz Poysbrunn nach einer Idee der aus Bisamberg stammenden Künstlerin und Kreativpreisträgerin Christine Naber.
2019 erhielt Nina Blum den Poysdorfer Tourismuspreis und 2023 den „Sonderpreis Kunst und Kultur für junge Menschen“.

## Produktionen
- 2006: Prinzessin sucht Prinz
- 2007: Malanda. Das Feenland der Träume
- 2008: Hex Mex! Die Suche nach dem Glück
- 2009: Märchenkarussell

Märchenkarussell war die erste Produktion, welche in einer verkürzten 70-Minuten-Fassung im Februar 2010 im Theater Akzent aufgeführt wurde. Von den 17 Vorstellungen im Zeitraum von 13 Tagen waren 16 Vorstellungen ausverkauft. Die Besetzungen von Schauspielern und Team waren jedoch nicht mit jenem aus dem Sommer 2009 identisch
- 2010: Riesenfreund
- 2011: Anamey! Der Ruf der Indianer

Anamey war in einer 75-minütigen Bühnenfassung im Februar 2012 ebenfalls im Theater Akzent zu sehen. Dieses Mal blieb die Besetzung allerdings dieselbe wie auf Schloss Poysbrunn.
- 2012: Schlossgeflüster, es spukt…
- 2013: Malanda – Das Feenland der Träume

Als Bühnenversion war Malanda im Februar 2014 unter der Regie von Maria Mangott im Theater Akzent und im Sommer 2014 beim erstmals stattfindenden Märchensommer Steiermark in Graz zu sehen.
- 2014: Alice im Wunderland – neu erträumt

Alice im Wunderland wurde am 30. Dezember 2014 auf ORF III ausgestrahlt, und ist damit überhaupt die erste Produktion des Märchensommers, die im Fernsehen zu sehen war.
- 2015: Der Zauberer von Oz
- 2016: Aladin und die Wunderlampe – neu erleuchtet (2016)
- 2017: Peter Pan und Tinkerbell – Regie: Margit Mezgolich
- 2018: Die kleine Meerjungfrau – neu erfischt! – Regie: Margit Mezgolich
- 2019: Das Dschungelbuch – bei gebrüllt! – Regie: Margit Mezgolich
- 2020: Schneewittchen – neu verzwergt – Regie: Nina Blum
- 2022: Die Bremer Stadtmusikanten – neu vertont – Regie: Nina Blum
- 2023: Rapunzel – neu frisiert – Regie: Nina Blum
- 2024: Der gestiefelte Kater – neu geschnurrt – Regie: Nina Blum
- 2025: Rotkäppchen – neu verirrt – Regie: Nina Blum

### Abendveranstaltungen
Seit der Märchensommer NÖ auf Schloss Poysbrunn gastiert, wird als Ergänzung zum Kinderprogramm ein Abendprogramm für Erwachsene angeboten.
- 2008: Engel im Gespräch
- 2009: MärchenLust
- 2010: Lieder-Liebes-Reisen
- 2011/2012: Sex & Reden
- 2012: illie & bart
- 2013: Duftträume
- 2014: Schlaflose Nächte
- 2015: Kleingeldaffäre
- 2016/2017: Schön ist es auf der Welt zu sein
- 2017: Lange Nacht des Märchensommers
- 2018: Jetzt oder nie
- 2019: Tzatziki im 3/4 Takt
- 2022: Wanted – Ein Wanderkrimi mit kulinarischer Begleitung
- 2023: Lost&Found – Ein Wanderkrimi mit kulinarischer Begleitung 2.0 im mörderisch-malerischen Schloss Poysbrunn
- 2024: Come back! – Ein Wanderkrimi mit kulinarischer Begleitung 3.0 im mörderisch-malerischen Schloss Poysbrunn
- 2025: No Way Out! – Ein Wanderkrimi mit kulinarischer Begleitung 4.0 im mörderisch-malerischen Schloss Poysbrunn